# Arrows A19
Chronologie des modèles (1998)
Arrows A18 Arrows A20
L'Arrows A19 est la monoplace de Formule 1 engagée par l'écurie Arrows lors de la saison 1998 de Formule 1. Elle est pilotée par le Brésilien Pedro Diniz et le Finlandais Mika Salo. Les pilotes essayeurs sont le Français Emmanuel Collard et le Sud-Africain Stephen Watson.

## Historique
L'Arrows A19 est conçue par John Barnard, l'ingénieur qui a permis à l'écurie McLaren Racing de gagner quelques titres mondiaux dans le milieu des années 1980. La monoplace est équipée d'un moteur Hart 1030, rebadgé Arrows T2-F1, la société de Brian Hart ayant été rachetée par Tom Walkinshaw. Arrows devient la première écurie britannique depuis 1977 et l'écurie British Racing Motors à fabriquer ses propres moteurs. Cependant le budget de Hart est serré et le moteur manque de développement.
La saison commence mal pour Arrows qui ne voit qu'une seule voiture franchir la ligne d'arrivée en cinq Grands Prix (Mika Salo neuvième à Saint-Marin). Les problèmes de fiabilité sont dus à la boîte de vitesses en carbone de John Barnard qui s'avère très fragile. Au Grand Prix de Monaco, les deux pilotes terminent la course dans les points, marquant ainsi quatre unités. Il s'agit de la première double arrivée dans les points de l'écurie depuis les troisième et quatrième places d'Eddie Cheever et Derek Warwick au Grand Prix d'Italie 1988. Cette performance classe l'écurie à la cinquième place provisoire du championnat constructeurs.
En Belgique, un carambolage impliquant Mika Salo entraîne l'organisation d'un second départ, auquel le pilote finlandais ne peut prendre part, sa voiture étant trop endommagée. Pedro Diniz termine quant à lui cinquième de la course alors qu'il était parti seizième. Les trois dernières courses sont plus difficiles pour Arrows, la monoplace étant régulièrement victime de problèmes hydrauliques, et aucun autre point n'est inscrit.
À la fin de la saison, Arrows termine septième du championnat des constructeurs avec six points.

## Résultats en championnat du monde de Formule 1
| Saison | Écurie              | Moteur           | Pneus       | Pilotes     | Courses | Courses | Courses | Courses | Courses | Courses | Courses | Courses | Courses | Courses | Courses | Courses | Courses | Courses | Courses | Courses | Points inscrits | Classement |
| Saison | Écurie              | Moteur           | Pneus       | Pilotes     | 1       | 2       | 3       | 4       | 5       | 6       | 7       | 8       | 9       | 10      | 11      | 12      | 13      | 14      | 15      | 16      | Points inscrits | Classement |
| ------ | ------------------- | ---------------- | ----------- | ----------- | ------- | ------- | ------- | ------- | ------- | ------- | ------- | ------- | ------- | ------- | ------- | ------- | ------- | ------- | ------- | ------- | --------------- | ---------- |
| 1998   | Danka Zepter Arrows | Arrows T2-F1 V10 | Bridgestone |             | AUS     | BRÉ     | ARG     | SMR     | ESP     | MON     | CAN     | FRA     | GBR     | AUT     | ALL     | HON     | BEL     | ITA     | LUX     | JAP     | 6               | 7e         |
| 1998   | Danka Zepter Arrows | Arrows T2-F1 V10 | Bridgestone | Pedro Diniz | Abd     | Abd     | Abd     | Abd     | Abd     | 6e      | 9e      | 14e     | Abd     | Abd     | Abd     | 11e     | 5e      | Abd     | Abd     | Abd     | 6               | 7e         |
| 1998   | Danka Zepter Arrows | Arrows T2-F1 V10 | Bridgestone | Mika Salo   | Abd     | Abd     | Abd     | 9e      | Abd     | 4e      | Abd     | 13e     | Abd     | Abd     | 14e     | Abd     | Np      | Abd     | 14e     | Abd     | 6               | 7e         |

Légende : ici 